# Circleville (Ohio)
Circleville – miasto w Stanach Zjednoczonych, w stanie Ohio, w hrabstwie Pickaway.